# Twinnia hirticornis
Twinnia hirticornis är en tvåvingeart som beskrevs av Wood 1978. Twinnia hirticornis ingår i släktet Twinnia och familjen knott. Inga underarter finns listade i Catalogue of Life.